# Cambro-normando

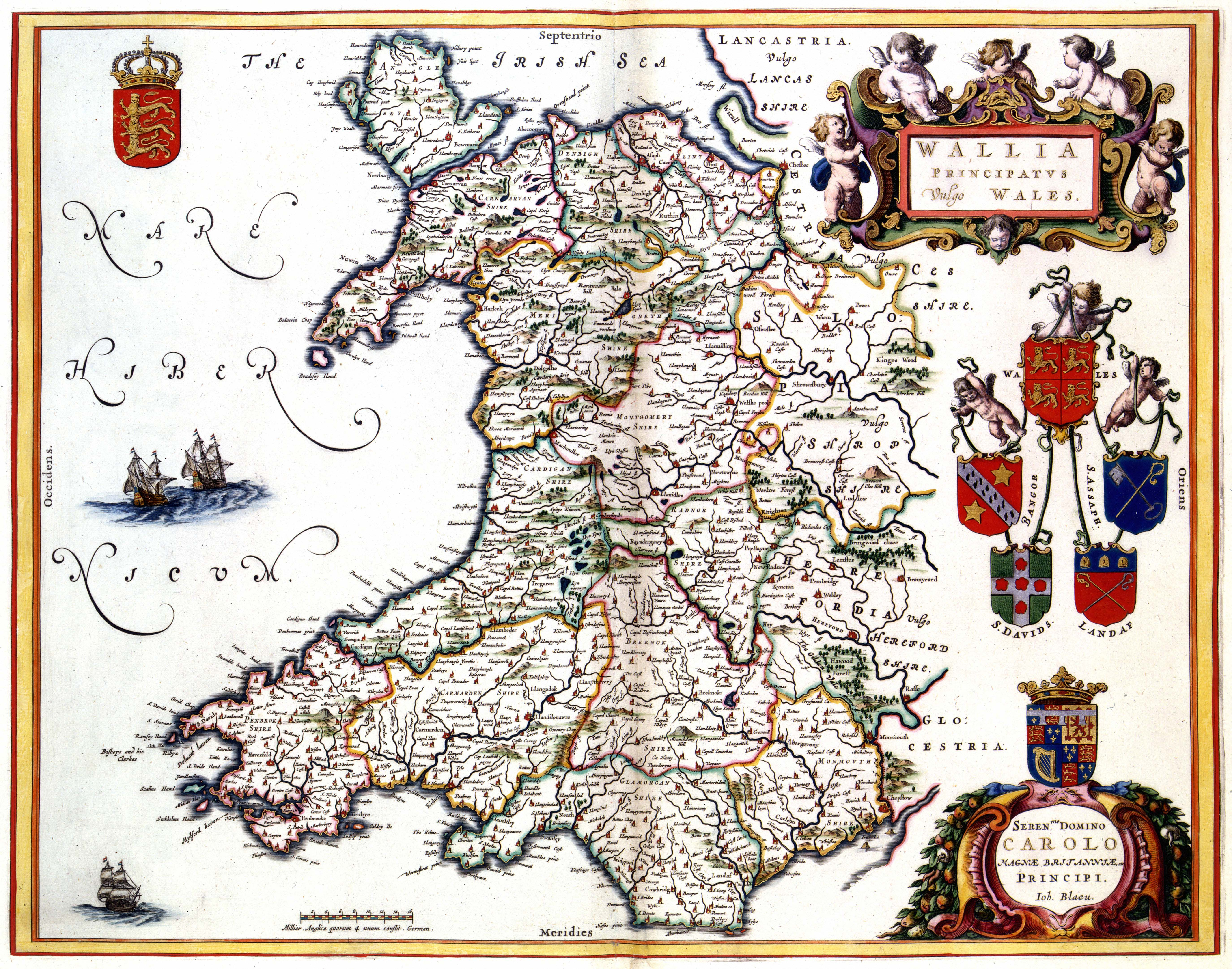
Mapa antigo da região

Cambro-normando é um termo usado para referir-se aos cavaleiros normandos que se assentaram no sul de Gales depois da invasão normanda de Inglaterra em 1066. Alguns historiadores sugerem que «cambro-normando», é preferível a anglo-normandos, para se referir aos normandos que invadiram Irlanda após 1170, muitos dos quais eram originários de Gales.
O exemplo de cambro-normando mais proeminente é Richard FitzGilbert de Clare, conhecido popularmente como «Strongbow» (arco recio), cujas posses em Gales se situavam no área de Pembroke e que encabeçou a invasão normanda da Irlanda.
Além destes lordes cambro-normandos, algumas das mais destacadas famílias irlandesas como os Walsh, Joyce e Griffith, descem de imigrantes galeses que chegaram com a invasão. Também na paliçada de origem galesa são os Taafe, que chegaram a ser uma das famílias mais importantes da Empalizada. No entanto, a família cambro-normanda mais destacada é, sem lugar a dúvidas, a dinastia FitzGerald, cujos descendentes chegariam a ostentar os títulos de Condes de Kildare e de Desmond.